# Wereldkampioenschappen schoonspringen 2023 – tienmetertoren mannen
Het schoonspringen vanaf de tienmetertoren voor mannen tijdens de wereldkampioenschappen schoonspringen 2023 vond plaats op 21 en 22 juli 2023 in het Prefecturale zwembad van Fukuoka in Fukuoka

## Uitslag
Finalisten zijn de eerste 12 genoemde deelnemers, aangegeven met groen.
Halvefinalisten zijn de 6 daaropvolgende deelnemers, aangegeven met blauw.
| Goud   | Cassiel Rousseau       | Australië           | 423,80       | 5            | 494,10        | 2             | 520,85         | 1              |               |               |
| Zilver | Lian Junjie            | China               | 466,90       | 1            | 505,50        | 1             | 512,35         | 2              |               |               |
| Brons  | Yang Hao               | China               | 465,95       | 2            | 484,90        | 3             | 504,00         | 3              |               |               |
| 4      | Noah Williams          | Verenigd Koninkrijk | 435,15       | 4            | 450,65        | 6             | 499,10         | 4              |               |               |
| 5      | Kyle Kothari           | Verenigd Koninkrijk | 423,70       | 6            | 475,60        | 5             | 497,35         | 5              |               |               |
| 6      | Oleksiy Sereda         | Oekraïne            | 409,10       | 10           | 418,15        | 12            | 475,55         | 6              |               |               |
| 7      | Nathan Zsombor-Murray  | Canada              | 391,55       | 13           | 422,55        | 9             | 468,00         | 7              |               |               |
| 8      | Randal Willars         | Mexico              | 411,55       | 9            | 477,55        | 4             | 465,55         | 8              |               |               |
| 9      | Isaac Souza            | Brazilië            | 420,15       | 7            | 418,95        | 11            | 447,50         | 9              |               |               |
| 10     | Bertrand Rhodict Lises | Maleisië            | 449,65       | 3            | 420,70        | 10            | 442,35         | 10             |               |               |
| 11     | Kim Yeong-taek         | Zuid-Korea          | 402,40       | 11           | 425,90        | 8             | 405,85         | 11             |               |               |
| 12     | Rikuto Tamai           | Japan               | 404,50       | 12           | 427,70        | 7             | Teruggetrokken | Teruggetrokken |               |               |
| 13     | Carlos Camacho         | Spanje              | 389,75       | 14           | 399,10        | 13            | Uitgeschakeld  | Uitgeschakeld  | Uitgeschakeld | Uitgeschakeld |
| 14     | Yi Jae-gyeong          | Zuid-Korea          | 377,40       | 17           | 396,55        | 14            | Uitgeschakeld  | Uitgeschakeld  | Uitgeschakeld | Uitgeschakeld |
| 15     | Yevhen Naumenko        | Oekraïne            | 411,75       | 8            | 394,35        | 15            | Uitgeschakeld  | Uitgeschakeld  | Uitgeschakeld | Uitgeschakeld |
| 16     | Maxwell Flory          | Verenigde Staten    | 384,95       | 16           | 382,95        | 16            | Uitgeschakeld  | Uitgeschakeld  | Uitgeschakeld | Uitgeschakeld |
| 17     | Anton Knoll            | Oostenrijk          | 389,10       | 15           | 375,50        | 17            | Uitgeschakeld  | Uitgeschakeld  | Uitgeschakeld | Uitgeschakeld |
| 18     | Constantin Popovici    | Roemenië            | 376,80       | 18           | 334,80        | 18            | Uitgeschakeld  | Uitgeschakeld  | Uitgeschakeld | Uitgeschakeld |
| 19     | Samuel Fricker         | Australië           | 370,35       | 19           | Uitgeschakeld | Uitgeschakeld | Uitgeschakeld  | Uitgeschakeld  |               |               |
| 20     | Emanuel Vázquez        | Puerto Rico         | 368,50       | 20           | Uitgeschakeld | Uitgeschakeld | Uitgeschakeld  | Uitgeschakeld  |               |               |
| 21     | Diego Balleza          | Mexico              | 361,65       | 21           | Uitgeschakeld | Uitgeschakeld | Uitgeschakeld  | Uitgeschakeld  |               |               |
| 22     | Robert Łukaszewicz     | Polen               | 358,60       | 22           | Uitgeschakeld | Uitgeschakeld | Uitgeschakeld  | Uitgeschakeld  |               |               |
| 23     | Brandon Loschiavo      | Verenigde Staten    | 356,55       | 23           | Uitgeschakeld | Uitgeschakeld | Uitgeschakeld  | Uitgeschakeld  |               |               |
| 24     | Nathan Brown           | Nieuw-Zeeland       | 351,15       | 24           | Uitgeschakeld | Uitgeschakeld | Uitgeschakeld  | Uitgeschakeld  |               |               |
| 25     | Nikolaos Molvalis      | Griekenland         | 346,70       | 25           | Uitgeschakeld | Uitgeschakeld | Uitgeschakeld  | Uitgeschakeld  |               |               |
| 26     | Carlos Ramos           | Cuba                | 344,95       | 26           | Uitgeschakeld | Uitgeschakeld | Uitgeschakeld  | Uitgeschakeld  |               |               |
| 27     | Diogo Silva            | Brazilië            | 344,25       | 27           | Uitgeschakeld | Uitgeschakeld | Uitgeschakeld  | Uitgeschakeld  |               |               |
| 28     | Max Lee                | Singapore           | 337,20       | 28           | Uitgeschakeld | Uitgeschakeld | Uitgeschakeld  | Uitgeschakeld  |               |               |
| 29     | Shu Ohkubo             | Japan               | 336,65       | 29           | Uitgeschakeld | Uitgeschakeld | Uitgeschakeld  | Uitgeschakeld  |               |               |
| 30     | Isak Børslien          | Noorwegen           | 334,30       | 30           | Uitgeschakeld | Uitgeschakeld | Uitgeschakeld  | Uitgeschakeld  |               |               |
| 31     | Riccardo Giovannini    | Italië              | 325,25       | 31           | Uitgeschakeld | Uitgeschakeld | Uitgeschakeld  | Uitgeschakeld  |               |               |
| 32     | Athanasios Tsirikos    | Griekenland         | 323,20       | 32           | Uitgeschakeld | Uitgeschakeld | Uitgeschakeld  | Uitgeschakeld  |               |               |
| 33     | Dariush Lotfi          | Oostenrijk          | 323,10       | 33           | Uitgeschakeld | Uitgeschakeld | Uitgeschakeld  | Uitgeschakeld  |               |               |
| 34     | Andreas Sargent Larsen | Italië              | 322,30       | 34           | Uitgeschakeld | Uitgeschakeld | Uitgeschakeld  | Uitgeschakeld  |               |               |
| 35     | Luis Avila Sanchez     | Duitsland           | 319,55       | 35           | Uitgeschakeld | Uitgeschakeld | Uitgeschakeld  | Uitgeschakeld  |               |               |
| 36     | Filip Jachim           | Polen               | 315,90       | 36           | Uitgeschakeld | Uitgeschakeld | Uitgeschakeld  | Uitgeschakeld  |               |               |
| 37     | Luke Sipkes            | Nieuw-Zeeland       | 315,35       | 37           | Uitgeschakeld | Uitgeschakeld | Uitgeschakeld  | Uitgeschakeld  |               |               |
| 38     | Jaden Eikermann        | Duitsland           | 310,70       | 38           | Uitgeschakeld | Uitgeschakeld | Uitgeschakeld  | Uitgeschakeld  |               |               |
| 39     | Enrique Harold         | Maleisië            | 308,20       | 39           | Uitgeschakeld | Uitgeschakeld | Uitgeschakeld  | Uitgeschakeld  |               |               |
| 40     | Marat Grigoryan        | Armenië             | 208,00       | 40           | Uitgeschakeld | Uitgeschakeld | Uitgeschakeld  | Uitgeschakeld  |               |               |
| –      | Jesús González         | Venezuela           | Niet gestart | Niet gestart | Niet gestart  | Niet gestart  | Niet gestart   | Niet gestart   |               |               |